# مستعلقات
المستعلقات (بالإنجليزية: Planctomycetes)‏ هي شعبة من البكتيريا المائية وتوجد في عينات من المياه المسوسة، والمياه البحرية والعذبة، تتكاثر عن طريق التبرعم.،